# Okulistika
Okulístika ali oftalmologíja je veja medicine, ki deluje na področju zdravljenja očesnih bolezni.
Zdravnik-specialist, ki deluje na tem področju, se imenuje okulist ali oftalmolog .